# Мариън (окръг, Алабама)
Окръг Мариън (на английски: Marion County) е окръг в щата Алабама, Съединени американски щати. Площта му е 1927 km², а населението – 29 341 души (1 април 2020). Административен център е град Хамилтън.